# Night Slave
Night Slave (ナイト・スレイブ) es un videojuego eroge y rol de acción japonés para la computadora NEC PC-9801, fue desarrollado y distribuido por Melody y lanzado en 1996.

## Argumento
La organización terrorista conocida como Slave Dog es una amenaza para el mundo entero. Steel Fox es el nombre del equipo especial conformado solo por mujeres, con formación altamente capacitados en la lucha contra el terrorismo. Ellas están ayudadas por el estado independiente no consolidado de Neo Logic Corporation, que produce trajes de asalto que son básicamente robots gigantes con armamento pesado, que se pueden navegar por un piloto experto. La joven mujer piloto Rei, de Steel Fox, siente que es una misión decisiva, con nombre en código "Night Slave" - un asalto definitivo a la base terrorista.

## Jugabilidad
El diseño del juego fue inspirado en la serie Assault Suits, particularmente de Cybernator (conocido en Japón como Assault Suits Valken) así como también la serie Gradius. Emplea también muchos elementos de juegos de rol de mechas, y física además del género Shooter. Al terminar una misión el jugador es recompensado con escenas explícitas.